# Германаты
Германаты — соли германиевых кислот, не выделенных в свободном состоянии. Относится к группе анионных соединений германия.
Используются как компоненты люминофоров, материалы в акусто- и оптоэлектронных приборах.
Классификация:
- Германаты (например, германат свинца, Pb5Ge3O11 (5PbO·3GeO2), сегнетоэлектрик)
- Гидроксогерманаты (например, гексагидроксогерманат натрия {\displaystyle {\ce {Na2[Ge(OH)6]}}})
- Галогенгерманаты
  - Гексафторогерманаты {\displaystyle {\ce {[GeF6]^{2-}}}} (например, гексафторогерманат натрия {\displaystyle {\ce {Na_2[GeF_6]}}})
  - Гексахлорогерманаты {\displaystyle {\ce {[GeCl6]^{2-}}}} (например, гексахлорогерманат цезия {\displaystyle {\ce {Cs2[GeCl6]}}})
- Тиогерманаты (например, тиогерманат натрия {\displaystyle {\ce {Na4GeS4}}})

Примеры солей:
- Дигерманат калия
- Дигерманат натрия
- Метагерманат калия
- Метагерманат лития
- Метагерманат магния
- Метагерманат меди
- Метагерманат натрия
- Метагерманат свинца
- Германат протактиния
- Тетрагерманат калия
- Тетрагерманат натрия
- Трихлоргерманат(II) цезия